# 승용차

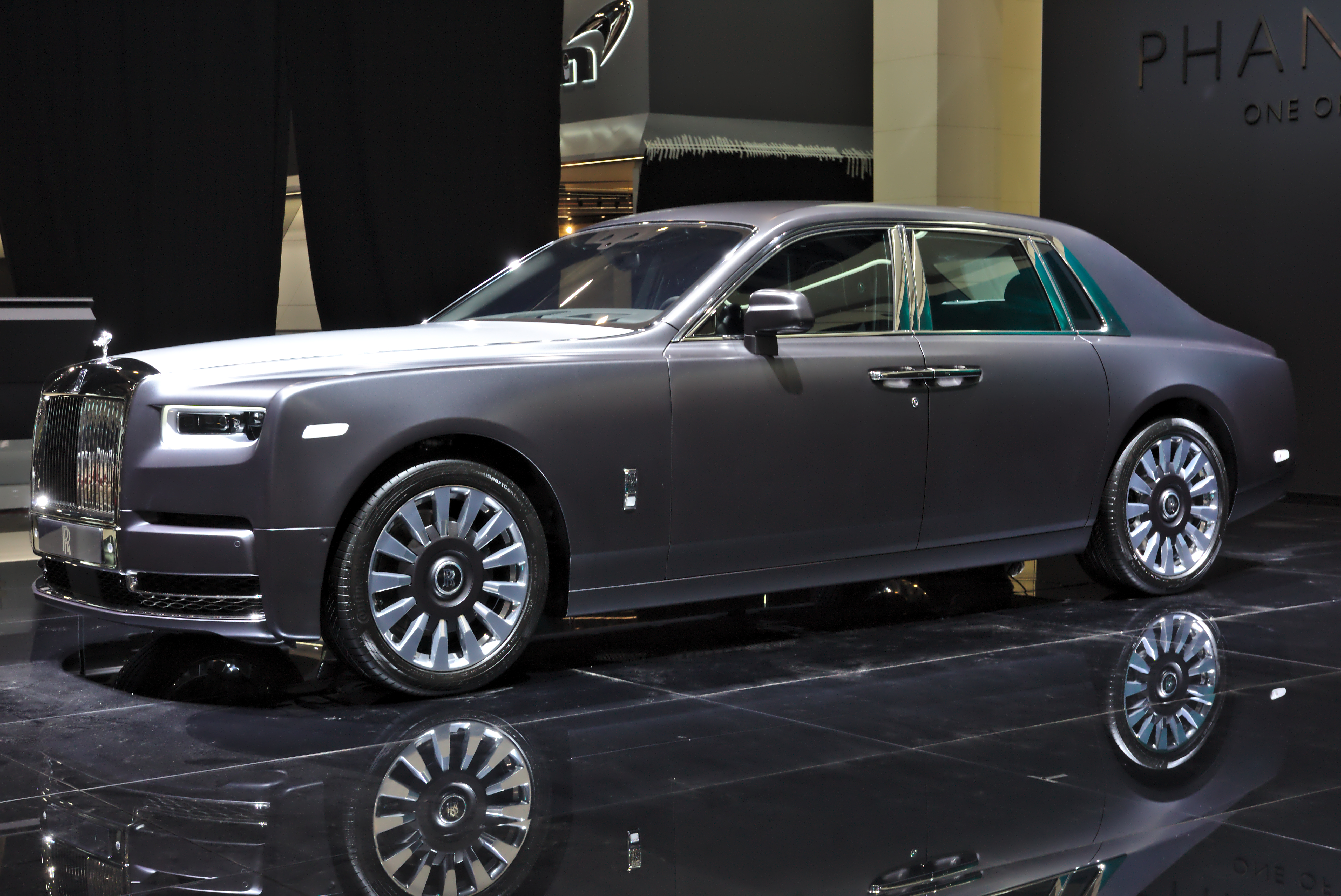
롤스로이스 팬텀

승용차(乘用車, 영어: passenger car)는 단순한 이동을 할 때 사용하는 기본적인 자동차를 말한다.

## 분류 기준
대한민국의 자동차 관리법에는 두가지 방법으로 승용차를 분류를 하고 있다.

### 배기량에 따른 분류(cc)
- 경차 : 1000 미만
- 소형 1000 ~ 1500
- 준중형 : 1500 ~ 2000
- 중형 : 2000~2500
- 준대형 : 2500~3000
- 대형 : 3000 초과

### 크기에 따른 분류
- 경차 : 전장(길이) 3.5m 이하, 전폭(너비) 1.5m이하, 전고(높이) 2m 이하
- 소형 : 전폭 3.5m 이상 4.7m 이하 전폭 1.5m 이상 1.7m 이하, 높이 2m 이하
- 중형 : 전장 전폭 전고 중에 하나라도 소형차를 초과하면 중형차
- 대형 : 전장 전폭 전고 모두 소형차 기준을 초과하면 대형차

## 같이 보기
- 트럭
- 버스
- 스포츠 유틸리티 자동차(SUV)
- 미니밴(MPV)
- 레크리에이션 차량(RV)